# Pavel Benc
Pavel Benc (Jablonec nad Nisou, Checoslovaquia, 10 de julio de 1963) es un deportista checo que compitió para Checoslovaquia en esquí de fondo.
Participó en cuatro Juegos Olímpicos de Invierno, entre los años 1984 y 1994, obteniendo una medalla de bronce en Calgary 1988, en la prueba de relevo (junto con Radim Nyč, Václav Korunka y Ladislav Švanda).

## Palmarés internacional
| Representando a Checoslovaquia |                  |                   |                  |
| Juegos Olímpicos               |                  |                   |                  |
| Año                            | Lugar            | Medalla           | Prueba           |
| 1988                           | Calgary (Canadá) | Medalla de bronce | Relevo 4 × 10 km |